# 出雲横田駅
出雲横田駅（いずもよこたえき）は、島根県仁多郡奥出雲町横田にある、西日本旅客鉄道（JR西日本）木次線の駅である。愛称は「奇稲田姫」（くしいなだひめ）。

## 歴史
- 1934年（昭和9年）11月20日：鉄道省木次線出雲三成駅 - 八川駅間延伸時に開設[1]。
- 1971年（昭和46年）10月1日：業務委託駅化（日本交通観光社受託）[5]。
- 1982年（昭和57年）11月7日：貨物取扱廃止[2]。
- 1985年（昭和60年）3月14日：荷物扱い廃止[2]。
- 1987年（昭和62年）4月1日：国鉄分割民営化に伴い、西日本旅客鉄道（JR西日本）の駅となる[2]。
- 2001年（平成13年）10月1日：CTC化に伴い、簡易委託駅化。

## 駅構造

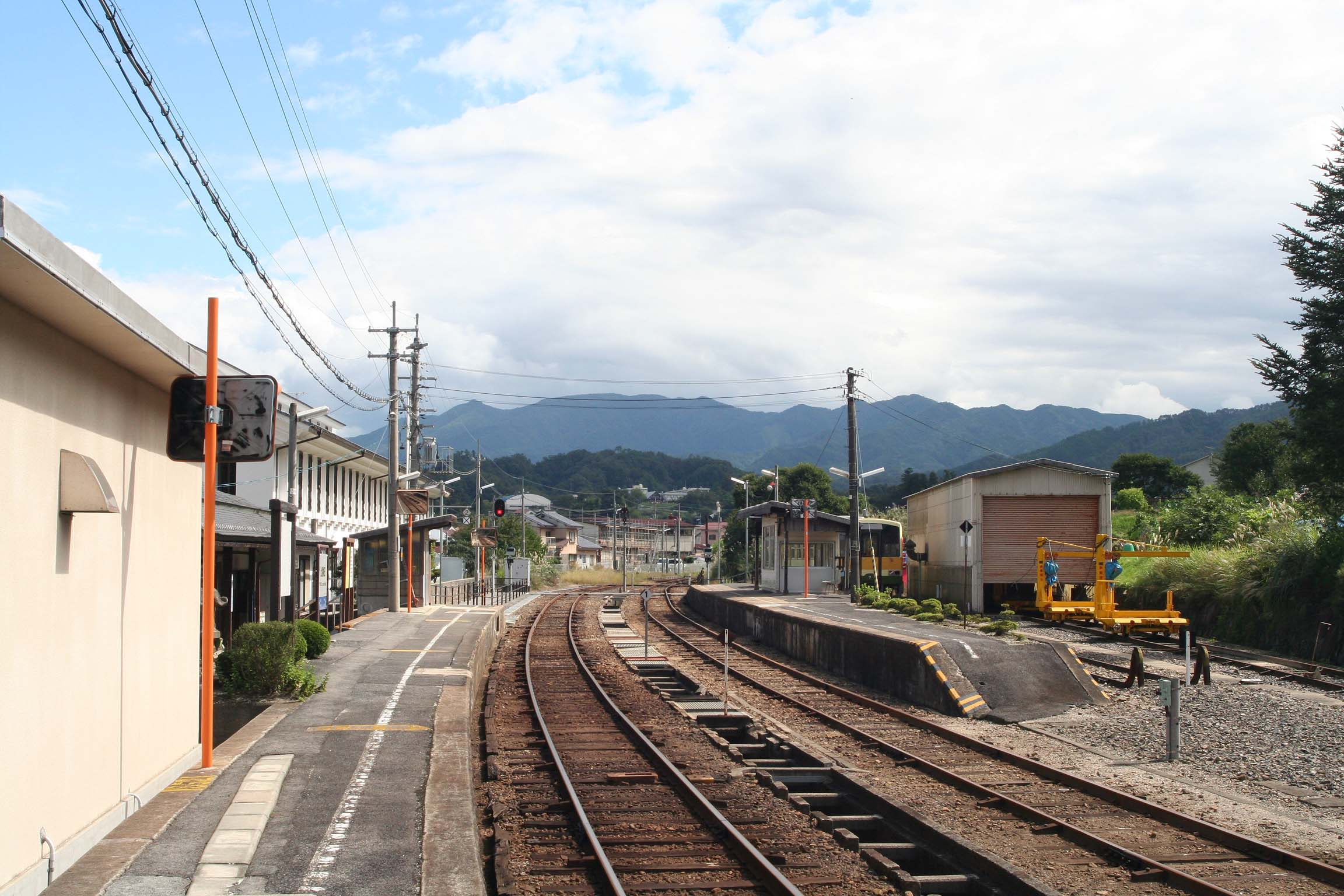
構内（2007年10月）

相対式ホーム2面2線を有する列車交換可能な地上駅。神社を模した木造駅舎は開業当初からのもので、駅舎入口には出雲大社にならったしめ縄が飾られている。また、駅舎の屋根は入母屋屋根、壁は校倉造となっている。
木次鉄道部管理の簡易委託駅。
土曜の夜から日曜の早朝にかけてを除き、夜間滞泊がある。

### のりば
のりばは駅舎反対側から以下の通り。
| のりば | 路線   | 方向 | 行先           | 備考                |
| ------ | ------ | ---- | -------------- | ------------------- |
| 1      | 木次線 | 上り | 木次・宍道方面 | 当駅始発は2番のりば |
| 2      | 木次線 | 下り | 備後落合方面   |                     |

付記事項
- 宍道方面からの列車の多くは当駅で折返す[1]。当駅 - 備後落合駅間は1日3往復のみ運行される。木次方面と備後落合方面を直通する列車は当駅で列車交換や切離し作業を行うため10分以上停車を行う。
- 当駅始発列車のうち、宍道方面からの折返し運用となるものは、本来下りホームとなる2番のりばから発車する。

## 利用状況
近年の1日平均乗車人員の推移は以下の通り。なお、1994年度は337人、1984年度は377人だった。

2005年度までは木次線内で最多であった。
| 乗車人員推移 | 乗車人員推移 |
| 年度         | 1日平均人数  |
| ------------ | ------------ |
| 1981         | 218          |
| 1984         | 377          |
| 1994         | 337          |
| 1999         | 265          |
| 2000         | 256          |
| 2001         | 245          |
| 2002         | 249          |
| 2003         | 241          |
| 2004         | 236          |
| 2005         | 200          |
| 2006         | 199          |
| 2007         | 182          |
| 2008         | 180          |
| 2009         | 170          |
| 2010         | 138          |
| 2011         | 122          |
| 2012         | 117          |
| 2013         | 140          |
| 2014         | 115          |
| 2015         | 113          |
| 2016         | 101          |
| 2017         | 100          |
| 2018         | 100          |
| 2019         | 86           |
| 2020         | 71           |
| 2021         | 70           |
| 2022         | 63           |

## 駅周辺
駅前広場が整備されている。駅前には腕木式信号機が保存されている。
- 雲州そろばん伝統産業会館[8]

- 奥出雲そろばん回廊
- 島根県立横田高等学校
- 奥出雲町立横田中学校
- 奥出雲町立横田小学校
- 奥出雲町役場横田庁舎（旧・横田町役場）
- 横田郵便局
- 奥出雲町観光案内所
- 国道314号
- 島根県道・鳥取県道15号横田多里線
- 斐伊川

## バス路線
- 奥出雲交通
  - 横田・三成・馬木線
  - 大谷線
  - 鳥上線
  - 八川線

## 隣の駅
西日本旅客鉄道（JR西日本）
 木次線
- 観光列車「あめつち」始発駅

■普通
亀嵩駅 - 出雲横田駅 - 八川駅

#### 統計資料
1. ↑  “島根県統計書”. しまね統計情報データベース.   島根県政策企画局. 2025年2月5日閲覧。